# خوسه مانوئل آبوندیس
خوسه مانوئل آبوندیس (اسپانیایی: José Manuel Abundis‎؛ زادهٔ ۱۱ ژوئن ۱۹۷۳) بازیکن سابق و مربی فوتبال اهل مکزیک است.
از باشگاه‌هایی که در آن بازی کرده‌است می‌توان به باشگاه فوتبال مونتری، باشگاه فوتبال کرتارو، باشگاه فوتبال نیوانگلند رولوشن، باشگاه فوتبال آتلانتی، باشگاه فوتبال دپورتیوو تولوکا، و باشگاه فوتبال پاچوکا اشاره کرد.
وی همچنین در تیم ملی فوتبال مکزیک بازی کرده‌است.